# Hotel Hilton Rio de Janeiro Copacabana
O Hotel Hilton Rio de Janeiro Copacabana, comumente denominado Hilton Copacabana e anteriormente Le Méridien Copacabana, é um luxuoso hotel de cinco estrelas da cidade do Rio de Janeiro, inaugurado em 1975. Situado na Av. Atlântica, transversal à Av. Princesa Isabel, no Leme, ficou conhecido pela cascata em fogos de artifício da noite do ano novo em Copacabana.

## Histórico
O prédio, projetado por Paulo Casé e Luiz Acioli, em forma de um enorme paralelepípedo negro na vertical lembra um monolito. A propriedade de 39 andares ainda é o mais alto edifício de Copacabana e um dos pontos turísticos mais famosos do Rio de Janeiro. Esta altura só foi possível graças a um acordo com o governo do então Estado da Guanabara, que autorizou a construção do prédios acima do gabarito da região, com a condição de que eles fossem sempre mantidos como hotéis. Está situado em uma localização privilegiada, com vista para a Praia de Copacabana e o Oceano Atlântico, com vistas diretas sobre o Pão de Açúcar e o Cristo Redentor no Corcovado.
Por 21 anos o hotel foi cenário para uma cascata de fogos de artifício realizada durante as comemorações do Réveillon de Copacabana. Após um acidente ocorrido no Réveillon 2001, porém, o Corpo de Bombeiros deixou de autorizar o espetáculo pirotécnico baseando-se na Lei Nº 1.866/91, que proibia que se realizassem queimas de fogos em terraços de edifícios.

## Aquisição do imóvel
Em 1996, a Caixa de Previdência do Banco do Brasil (Previ) adquiriu o imóvel da Sisal Rio Hotéis e iniciou o arrendamento mercantil. Em 2009, o imóvel foi vendido pela Previ ao grupo Windsor por 170 milhões de reais.
Em 2017, o empreendimento foi adquirido pelo fundo americano de investimentos imobiliários Blackstone.
Em 2024, o empreendimento foi adquirido pela Hemisfério Sul Investimentos (HSI).

## Mudança de bandeira
Méridien/Starman

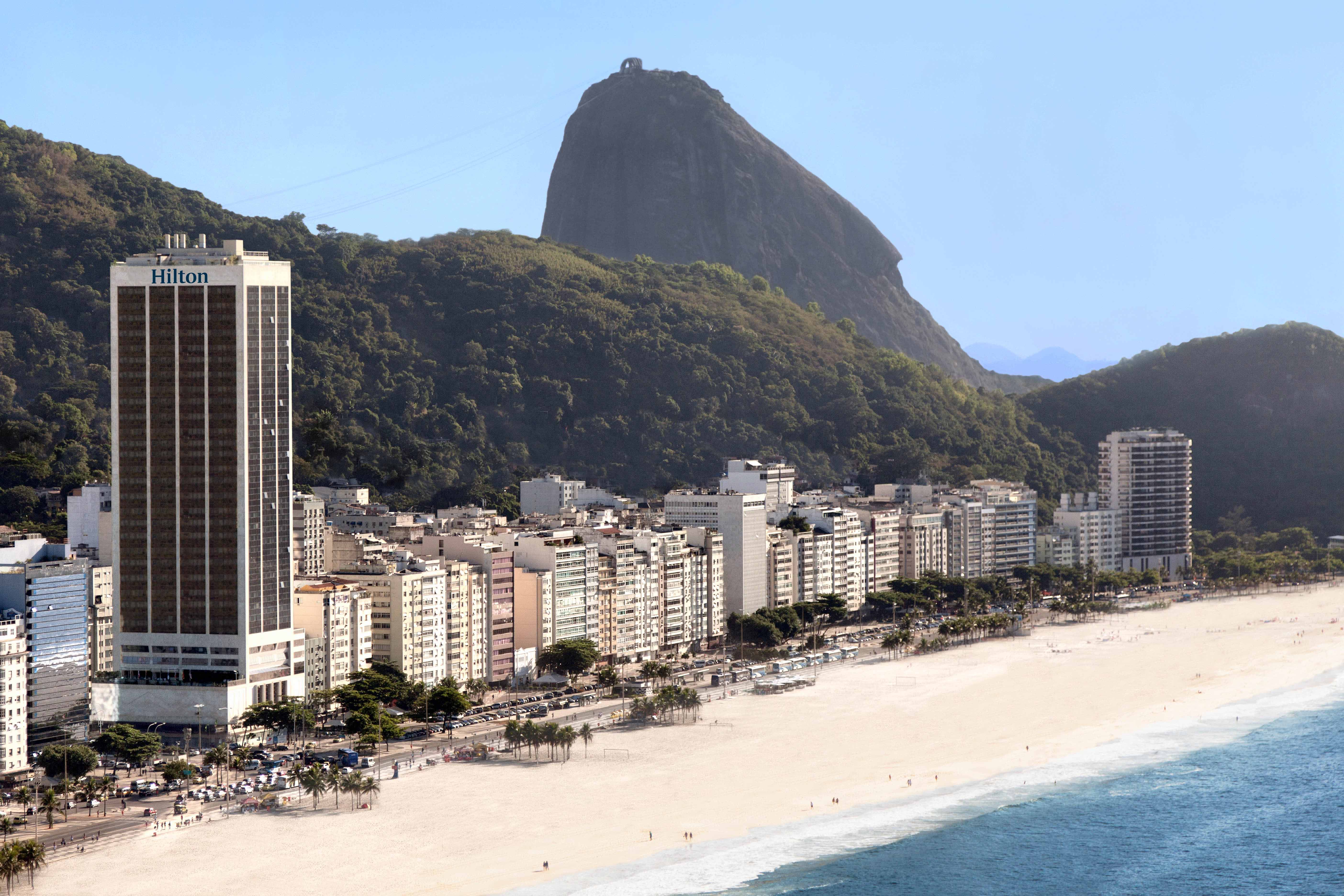
O hotel está situado no ponto mais alto da orla de Copacabana e a poucos minutos da Praia de Botafogo

A rede francesa Le Méridien – originalmente fundada pela Air France para acomodar seus funcionários – operou o hotel de 1975 até o início de 2007.

#### Iberostar
Em 2007, o grupo hoteleiro espanhol Iberostar firmou contrato para operar o hotel, mas um impasse sobre o custo das obras levou a proprietária do imóvel, a Previ, a suspender o contrato. A rede operou o hotel entre janeiro e junho de 2007 – durante os Jogos Pan-Americanos –, quando passou a adotar o nome Iberostar Copacabana. Em julho de 2007, o hotel foi fechado para reformas.

#### Windsor
Em maio de 2009, o edifício foi arrematado por R$170 milhões pelo grupo Windsor. No final do ano seguinte, após passar por reformas, foi reinaugurado como Windsor Atlântica, contando com 545 apartamentos, 49 a mais do que o antigo Méridien.
Em 30 de dezembro de 2010, o Windsor Atlântica foi inaugurado em cerimônia com a presença do Prefeito do Rio de Janeiro Eduardo Paes.[carece de fontes?]

#### Hilton
Em março de 2017, o hotel Windsor Atlântica foi comprado pelo fundo de investimentos imobiliários Blackstone com a gestão da Hilton. O Hilton Rio de Janeiro Copacabana começou a operar no dia 2 de maio de 2017.

#### HSI
Em 2023, o grupo HSI avaliava adquirir o empreendimento, o acordo de compra, de cerca de 550 milhões de reais foi aprovado pelo Conselho Administrativo de Defesa Econômica (CADE) em janeiro e confirmado pelo grupo em fevereiro de 2024. Além do Hilton Copacabana, o HSI também é dono do Hilton São Paulo e de alguns hotéis com bandeira Ibis, no Rio de Janeiro e São Paulo em parceria com a AccorHotels.